# Paraneosybra fulvofasciata
Paraneosybra fulvofasciata là một loài bọ cánh cứng trong họ Cerambycidae.